# Wu Qijun
Wu Qijun (chinesisch 吳其濬, Pinyin Wú Qíjùn; Großjährigkeitsname Yuezhai chinesisch 瀹齋, Pinyin Yuèzhāi; Künstlername Yulounong chinesisch 雩婁農, Pinyin Yúlǚnóng; * 1789; † 1846) war ein Beamter und Gelehrter der Qing-Zeit. Er wurde auch für seine Werke im Bereich der Botanik und Bergbautechnik bekannt.

## Leben
Wu Qijun stammte aus einer Beamtenfamilie der chinesischen Provinz Henan, sein Vater Wu Xuan war bereits Vize-Minister im Ritenministerium gewesen.
Im Jahr 1818 schloss er als bester Prüfling die kaiserliche Beamtenprüfung (Palastprüfung) ab und wurde zum „Chefkompilierer“ ernannt. In den Folgejahren arbeitete er sich nach und nach in der offiziellen Hierarchie des Staatsdienstes hoch (siehe Tabelle).
Wu Qijun führte im Auftrag des Daoguang-Kaisers verschiedene Untersuchungen bzw. Verfahren, unter anderem in der Provinz Hubei durch. Dabei ging es z. B. um Amtsmissbrauch und die Hinterziehung von Steuern im Salzgewerbe.
Nach militärischen Erfolgen wurde Wu Qijun 1841 zum Generalgouverneur von Hunan und Hubei ernannt. 1843 wurde er zum Provinzgouverneur von Zhejiang berufen.
In seinen letzten Lebensjahren mahnte Wu Qijun in wiederholten Throneingaben an den Kaiser Missstände in den Silber- und Kupferbergwerken in der Provinz Yunnan an, für die er als Gouverneur verantwortlich war. In den dortigen abgelegenen Grenzgebieten war es immer wieder zu Aufständen der Minenarbeiter, die sich von den lokalen Beamten um ihren gerechten Lohn betrogen glaubten, und zu Plünderungen der geförderten Erze gekommen.
Nach einer turnusmäßigen Versetzung in die Provinz Shanxi verlagerte sich sein Tätigkeitsschwerpunkt auf die Sanierung der prekären finanziellen Lage der dortigen staatlichen Salzadministration und auf die Bekämpfung des rapide zunehmenden Opiumhandels.
Wegen einer alten, immer wieder ausbrechenden Erkrankung trat er gegen Ende des Jahres 1846 kurz vor seinem Tod von seinen Ämtern zurück. In Anerkennung seiner gewissenhaften und integren Amtsführung wurde ihm postum der Ehrentitel eines „Großwächters des Kronprinzen“ verliehen.
Wu Qijun nahm seine Reisen als kaiserlicher Beamter zum Anlass, um eine Anzahl an wissenschaftlichen Schriften zu verfassen. In den zwei wichtigsten seiner Werke untersucht und beschreibt er Bergbau und Hüttenwesen in der Provinz Yunnan und versuchte sich an einer kategorisierenden Aufstellung der chinesischen Flora. Seine Arbeiten im Bereich der Botanik wurden durch Emil Bretschneider bereits im 19. Jahrhundert auch im Westen bekannt.

## Ämter
| Jahr | Amt                                                                             |
| ---- | ------------------------------------------------------------------------------- |
| 1818 | Chefkompilierer                                                                 |
| 1820 | Hauptprüfer der Beamtenprüfung auf Provinzebene in Guangdong                    |
| 1821 | Kompilierer im Büro für Denkschriften (shílùguǎn 實錄館)                        |
| 1829 | Kaiserlicher Chronist (jiangqiju zhuguan 講起居注官)                            |
| 1832 | Oberbeaufsichtiger der Provinz-Prüfung in Hubei                                 |
| 1835 | Beamter des Honglusi-Büros (hónglúsì 鴻臚寺)                                    |
| 1835 | Vize-Kommissar im Übermittlungsamt (tōngzhèngsī 通政司)                         |
| 1836 | Akademiker (學士) im Großsekretariat                                            |
| 1836 | Vize-Minister im Ritenministerium                                               |
| 1836 | Assistent des Direktors des Büros für kaiserliche Genealogie (yùdiéguǎn 玉牒館) |
| 1837 | Hauptprüfer der Provinzprüfung von Zhejiang                                     |
| 1837 | Vize-Minister im Kriegsministerium                                              |
| 1837 | Oberbeaufsichtiger der Provinzprüfung von Jiangxi                               |
| 1837 | Vize-Minister im Finanzministerium                                              |
| 1841 | Generalgouverneur von Hunan und Hubei                                           |
| 1843 | Provinzgouverneur von Zhejiang                                                  |
| 1843 | Provinzgouverneur von Yunnan                                                    |
| 1844 | Stellvertretender Generalgouverneur von Yunnan und Guizhou                      |
| 1845 | Provinzgouverneur von Fujian                                                    |
| 1845 | Provinzgouverneur von Shanxi                                                    |

## Werk
- Bebilderter Abriss über Bergbau und Hüttenwesen in Yunnan (Diannan kuangchang tulüe 滇南礦厰圖略), 1844
- Bebilderte Studie über Namen und Erscheinungsformen von Pflanzen (Zhiwu mingshi tukao 植物名實圖攷), 1848